# 三氟甲磺酸钪
三氟甲磺酸钪是一种离子化合物，化学式为Sc(SO3CF3)3。
它在有机化学中可以作为路易斯酸使用。它在水中稳定，可以用作催化剂，而不是按化学计量比作为反应的试剂。它可由氧化钪和三氟甲磺酸反应得到。
它可以参与向山羥醛反應，产率81%：

## 參閱
- 鑭系元素三氟甲磺酸鹽（英语：Lanthanide trifluoromethanesulfonates）